# Bulgarije op het Eurovisiesongfestival 2021

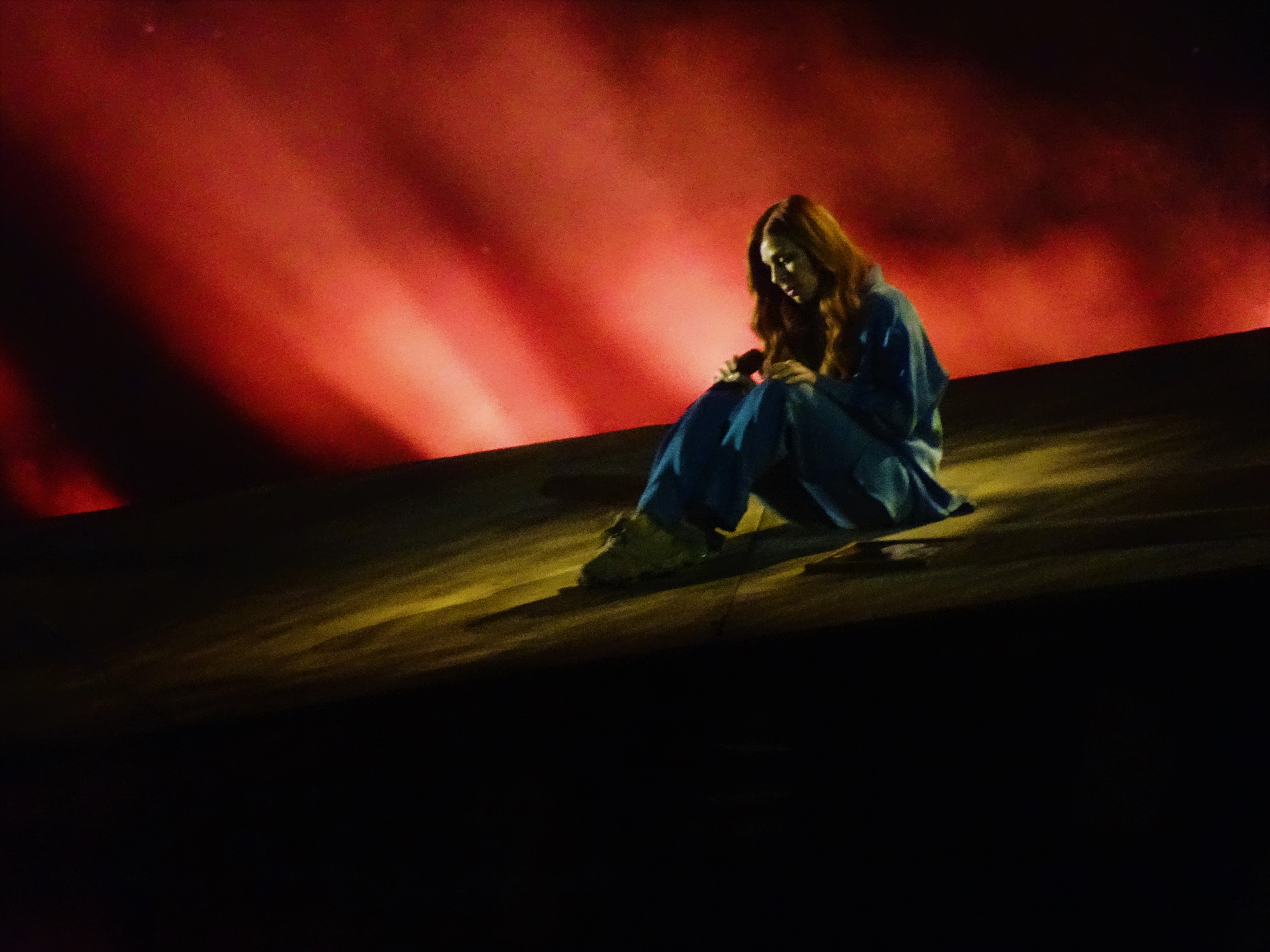
Victoria tijdens de repetities van de tweede halve finale.

Bulgarije nam deel aan het Eurovisiesongfestival 2021 in Rotterdam, Nederland. Het was de 13de deelname van het land aan het Eurovisiesongfestival. De BNT was verantwoordelijk voor de Bulgaarse bijdrage van 2021.

## Selectieprocedure
Nadat het Eurovisiesongfestival 2020 werd geannuleerd vanwege de COVID-19-pandemie, maakte de Bulgaarse openbare omroep reeds op 21 maart 2020 bekend dat het ook in 2021 zou deelnemen aan het Eurovisiesongfestival. Victoria, die eerder intern was geselecteerd om haar vaderland te vertegenwoordigen op het Eurovisiesongfestival 2020, werd door de omroep wederom voorgedragen voor deelname aan de komende editie van het festival.
Het nummer waarmee ze naar Rotterdam zal afzakken werd in maart geselecteerd. BNT maakte bekend dat een selectiecommissie de keuze zou krijgen uit zes nummers: de vijf nummers op haar meest recente ep en haar meest recente single, Ugly cry. Uiteindelijk viel de keuze op Growing up is getting old. Het nummer werd op 10 maart 2021 aan het grote publiek gepresenteerd.

## In Rotterdam
Bulgarije trade aan in de tweede halve finale, op donderdag 20 mei 2021. Victoria was als dertiende van zeventien acts aan de beurt, net na The Black Mamba uit Portugal en gevolgd door Blind Channel uit Finland. Bulgarije eindigde uiteindelijk op de derde plaats met 250 punten en wist zich zo verzeker van een plek in de finale.
In de finale was Victoria als zeventiende van 26 acts aan de beurt, net na Blind Channel uit Finland en gevolgd door The Roop uit Litouwen. Bulgarije eindigde uiteindelijk op de elfde plek, met 170 punten. De Moldavische en Portugese jury's gaven 12 punten aan de inzending. 
2005 · 2006 · 2007 · 2008 · 2009 · 2010 · 2011 · 2012 · 2013 · 2014-2015 · 2016 · 2017 · 2018 · 2019-2020 · 2021 · 2022 · 2023-2025
Albanië · Australië · Azerbeidzjan · België · Bulgarije · Cyprus · Denemarken · Duitsland · Estland · Finland · Frankrijk · Georgië · Griekenland · Ierland · IJsland · Israël · Italië · Kroatië · Letland · Litouwen · Malta · Moldavië · Nederland · Noord-Macedonië · Noorwegen · Oekraïne · Oostenrijk · Polen · Portugal · Roemenië · Rusland · San Marino · Servië · Slovenië · Spanje · Tsjechië · Verenigd Koninkrijk · Zweden · Zwitserland